# Alan King Tennis Classic 1981
L'Alan King Tennis Classic 1981 è stato un torneo di tennis giocato sul cemento. È stata la 10ª edizione dell'Alan King Tennis Classic, che fa parte del Volvo Grand Prix 1981. Si è giocato a Las Vegas negli USA, dal 20 al 26 aprile 1981.

## Campioni

### Singolare
Ivan Lendl ha battuto in finale  Harold Solomon con il punteggio di 6–4, 6–2

### Doppio
Peter Fleming /  John McEnroe hanno battuto in finale  Tracy Delatte /  Trey Waltke con il punteggio di 6–3, 7–6